# Бисквитено чудовище
Бисквитеното чудовище (на английски: Cookie Monster) е известен мъпет в детското телевизионно предаване „Улица Сезам“. Той е покрит със синя козина и има „стъклени очи“, но е известен най-вече със своята лакомия и с характерния звук „Ам нам нам нам“, който издава. Той може да изяде всичко (и често го прави), но обича най-много курабийки. Курабийките с парченца шоколад са неговите любими. В песен през 2004 година Бисквитеното чудовище разкрива, че преди да изяде своята първа курабийка, името му е било Сид. Героят се изпълнява от Франк Оз и Дейвид Рудман.

## Произход
Книгата „Облици и драсканици“ на Джим Хенсън обяснява произхода на Бисквитеното чудовище както следва: „През 1966 Хенсън изобразил три чудовища, които ядели курабийки и се появили в реклама на „Дженерал Фуудс“, която включвала три хрупкави леки закуски: Колелца, Коронки и Флейти. Всяка закуска била представена от различно чудовище. Крадецът на колелца бил ниско, космато чудовище с дрънкащи очи и остри насочени зъби. Хващачът на Флейти бил скоростен дявол с дълъг, остър нос и издухана коса. Грабвачът на Коронки бил чудовище здравеняк с акцент на Борис Карлоф и зъби, наподобяващи огромни игли.“
„Тези чудовища имали неутолим апетит за леките закуски, на които са названи. Всеки път, когато разказвачът мъпет – човекоподобен другар – си сложи поднос Колелца, Флейти и Коронки, те изчезват, преди да ги изяде. Едно по едно чудовищата се промъкват вътре и отмъкват закуските. Объркан и раздразнен, разказвачът предупреждава зрителите, че тези нахални чудовища могат да бъдат различени като някого във вашия дом, когато чудовищата за кратко се превръщат в човеци и тогава отново се разпускат в чудовища.“
Както излиза, тези реклами никога не били излъчени, но всички три чудовища имали бъдеще в състава на Мъпет. „Грабвачът на Коронки“ бил използван в постановка в „Предаването на Ед Съливан“, в която той разорява красив ден на момиче. Познат оттогава като Чудовище на красивия ден, той се изявил множество пъти в „Улица Сезам“ и Предаване на Мъпетите. „Хващачът на Флейти“ се превърнал в Змийска луничка, минало чудовище от Великото сменяне на Дядо Мраз и Предаването на мъпетите.
През 1967 Хенсън използвал мъпета Крадец на Колелца за упражнителен филм на Ай Би Ем, наречен „Машина за кафе-почивка“. В постановката чудовището (с плашещи очи и зъби) поглъща сложна машина докато машината описва своята цел и постройка. В края на постановката говорещата машина обяснява, че че нейното главно предназначение е да произведе най-големият взрив, познат на човека. Чудовището съдействащо гръмва. Тази постановка също е изпълнена през октомври 1967 в „Предаването на Ед Съливан“. (По-късно също е изпълнено в епизод на Джордж Бърнс от „Предаването на Мъпетите“, използвайки Трапезното чудовище.)
Две години по-късно Хенсън отново извадил куклата от кутията за три реклами, продаващи Мънчос, картофени парченца на Фрито Лей. Този път куклата била наречена Арнолд Хрускащото чудовище. След като трите реклами били приезведени, Хенсън имал възможността да възобнове договора. Той не го избрал, защото по това време работил върху „Улица Сезам“— и онази чудовищна кукла се движела към следващото ниво в неговата кариера.
Бисквитеното чудовище, все още неназовано, прави своя дебют в Улица Сезам в първия епизод, намесвайки се в „известната лекция W“ на Жабока Кърмит чрез изяждане на модел „W“ парче по парче (превръщайки го в „N“, „V“, и накрая в „I“ с разстройването на Кърмит).
В своята първа проява в предаването Бисквитеното чудовище изглеждало страшно на по-младите зрители, защото олицетворявало детския страх от „изяждане от чудовище“. Въпреки това, този свиреп образ не продължил дълго и Бисквитеното чудовище бързо станало един от най-известните и обичани герои в предаването. Тематичната песен на Бисквитеното чудовище – „К като курабийка“ – е една от най-известните песни от „Улица Сезам“. Шумът, който Бисквитеното чудовище издава докато поглъща курабийките споменава като „Шумът на бисквитеното чудовище“.

## История и еволюция
Идеята за Бисквитеното чудовище да поставя добър пример за децата да уважават своите хранителни навици не е нова; тя е използвана от 1970-те със съобщения за обществено обслужване и отделни постановки. Всъщност Работилница Сезам пуска домашно видео през 2000 г., наречено „Щастливи Здравословни чудовища“.
През 2006 г. в отговор на растящите тревоги относно рекордни нива на детско затлъстяване в САЩ, „Улица Сезам“ започва да излъчва участъци, озаглавени Здравословни навици до живот. В тези участъци мъпетите от „Улица Сезам“ обсъждат здравословните навици като правилно хранене и упражнения. Участъците „Здравословни навици до живот“ водят до погрешни интернетни слухове, че името Бисквитено чудовище е променено на Вегетарианско чудовище.
В поява през 2007 г. в телевизионна програма на Марта Стюарт Бисквитеното чудовище обяснява своята философия, че „Курабийките са понякогашна храна“. Все пак, то обещава, че няма да промени своето име на „Чудовище на брюкселско зеле“.

## История на прослушване
Главни Изпълнители
- Франк Оз – От 1969 до настоящем
- Дейвид Рудман – От 2001 до настоящем

Редуващи се изпълнители
- Джим Хенсън – в Предаването на Ед Съливан
- Джо Рапосо – във Всички обичат сладолед
- Ерик Джейкъбсън – понякога през 2001 и 2005

Дейвид Рудман официално става Бисквитеното чудовище в сезон 2002 на „Улица Сезам“ (заснет 2001), но годината преди това Рудман споделил частта с Ерик Джейкъбсън. Веднъж Джейкъбсън участвал като Гровър и Бърт, Работилница Сезам избрала Рудман за Бисквитеното чудовище, за да позволи повече съприкосновение между Бисквитеното чудовище и Бърт/Гровър. Франк Оз все още изпълнява Бисквитеното чудовище и своите други герои на Улица Сезам по два пъти в година.

## Товар
Множество детски книжки, включващи Бисквитеното чудовище са издадени през годините:
- Честит рожден ден, Бисквитено чудовище
- Кухнята на Бисквитеното чудовище
- Коледата на Бисквитеното чудовище
- Една погрешно изчезнала курабийка – История на Чудовище
- Най-голямата курабийка в света
- Бисквитеното чудовище и курабиевото дърво
- Доброто време за ядене на Бисквитеното чудовище
- Синята книга на Бисквитеното чудовище
- Бисквитено чудовище, къде си?
- Бисквитено чудовище!
- Дейна книга на Бисквитеното чудовище
- Бисквитено чудовище мамутов цвят
- Книга на Бисквитеното чудовище за форма на курабийки
- Чудовище и курабийката изненада
- Улица Сезам: Издирва се: Великият крадец на курабийки

Има и Погъделичкай ме, Бисквитено чудовище в наличност, но не се продавала както Погъделичкай ме, Елмо.

## Интересни факти
- Статия в „Списание Уол Стрийт“ сочи, че гърленият пеещ стил в смъртен метал групите е наречен „Пеене като Бисквитеното чудовище“.[1]
- Трекското чудовище в „Авеню Кю“ е основано на Бисквитеното чудовище.
- Карикатури на Бисквитеното чудовище са използвани в главно развлечение като „Семеен тип“, „Южен парк“ и други.
- През 1990 един щатски бюджетен ръководител – Ричард Дарманд, – (който има докторска степен от Харвард), написал представяне на годишния щатски федерален бюджет, озаглавен „Зелени зеркала и Бисквитеното чудовище“, в който той назовал 260-милиардният щатски бюджетен недостиг „Върховното Бисквитено чудовище“ – огромно чудовище, което поглъща всичко.